# 2025 en république démocratique du Congo
Chronologie de la république démocratique du Congo
- 2021
- 2022
- 2023
- 2024
- 2025
- 2026
- 2027
- 2028
- 2029

Cet article traite des événements qui se sont produits durant l'année 2025 en république démocratique du Congo.

## Événements
- 27 juillet : 43 personnes sont tués, dont 32 chrétiens de la Croisade eucharistique lors d'une veillée de prière[1], par des militants des Forces démocratiques alliées, affiliés au groupe État islamique lors d'une attaque à Komanda[2].
- 18 août : un avion de transport Antonov An-2R s'écrase à 34 km de Kisangani. Six des sept personnes à bord sont mortes dont un colonel des forces armées congolaises et son épouse[3].

#### L'année 2025 dans le reste du monde
- L'année 2025 dans le monde
- 2025 par pays en Amérique • 2025 au Brésil, 2025 au Canada, 2025 au Québec, 2025 aux États-Unis, 2025 au Mexique
- 2025 en Europe, 2025 dans l'Union européenne • 2025 en Belgique, 2025 en France, 2025 en Italie, 2025 en Suisse
- 2025 en Afrique • 2025 par pays en Asie • 2025 par pays en Océanie, 2025 en Océanie • 2025 en Antarctique
- 2025 aux Nations unies
- Décès en 2025